# Siergiej Kazakow (żużlowiec)
Siergiej Grigorjewicz Kazakow, ros. Сергей Григорьевич Казаков (ur. 9 listopada 1953 we Władywostoku) – rosyjski żużlowiec, specjalizujący się w wyścigach na lodzie.
Trzykrotny medalista indywidualnych mistrzostw świata: dwukrotnie złoty (1982, 1983) oraz brązowy (1975). Sześciokrotny medalista drużynowych mistrzostw świata: czterokrotnie złoty (1982, 1984, 1988, 1990), srebrny (1985) oraz brązowy (1983). 
Pięciokrotny medalista indywidualnych mistrzostw Związku Radzieckiego: złoty (1982), trzykrotnie srebrny (1983, 1988, 1990) oraz brązowy (1981). Dziesięciokrotny medalista indywidualnych mistrzostw Rosji: dwukrotnie złoty (1985, 1987), pięciokrotnie srebrny (1979, 1980, 1983, 1989, 1990) oraz trzykrotnie brązowy (1981, 1982, 2002).